# بارون (ویسکانسین)
بارون، ویسکانسین  (به انگلیسی: Barron) شهری در شهرستان بارون ایالت ویسکانسین است که در سال ۱۸۸۷ بنیان‌گذاری شده‌است. این شهر طبق سرشماری سال ۲۰۱۰ میلادی ۳٬۴۲۳ نفر جمعیت داشته‌است.